# Борго (Ровиго)
Борго (итал. Borgo) је насеље у Италији у округу Ровиго, региону Венето.
Према процени из 2011. у насељу је живело 311 становника. Насеље се налази на надморској висини од 1 м.